# マルファ・アプラークシナ
マルファ・マトヴェーエヴナ・アプラークシナ（ロシア語:Марфа Матве́евна Апра́ксина, 1664年 - 1716年）は、モスクワ・ロシアのツァーリ・フョードル3世の2番目の妃。
マトヴェイ・ヴァシーリエヴィチ・アプラークシンとその妻ドムナ・ボグダノヴナ・ロフチコヴァの娘として生まれた。フョードル3世が最初の妃アガフィヤ・グルシェツカヤを亡くした7ヶ月後の1682年2月24日、マルファはフョードル3世と結婚した。しかしフョードル3世はマルファとの結婚から3カ月も経たない5月7日に亡くなった。マルファはツァーリの子供を宿していなかった。